# Smithophis atemporalis
Smithophis atemporalis — вид змій родини полозових (Colubridae). Мешкає в Азії. Описаний у 2019 році.

## Поширення і екологія
Smithophis atemporalis мешкають в штаті Мізорам у Північно-Східній Індії, спостерігалися в Бангладеш. Вони живуть на берегах річок і струмків, на висоті від 833 до 1025 м над рівнем моря. Живляться дощовими черв'яками і дрібними сцинками.